# San Juan del Molinillo
San Juan del Molinillo község Spanyolországban, Ávila tartományban. San Juan del Molinillo Burgohondo, Navarredondilla, Navalacruz, Sotalbo és Navalmoral községekkel határos. Lakosainak száma 234 fő (2024).

## Népesség
A település népessége az utóbbi években az alábbiak szerint változott:
| Lakosok száma | 352  | 322  | 329  | 297  | 291  | 244  | 216  | 197  | 206  | 234  |
|               | 2001 | 2004 | 2006 | 2009 | 2011 | 2014 | 2016 | 2019 | 2021 | 2024 |